# Гомелаурі Микола Георгійович
Микола Георгійович Гомелаурі (28 квітня 1907, село Мірзаані, тепер Грузія — 24 травня 1977, місто Тбілісі, Грузія) — грузинський радянський діяч, металург і трубопрокатник, заступник голови Ради міністрів Грузинської РСР. Член ЦК КП Грузії. Депутат Верховної ради Грузинської РСР. Кандидат технічних наук (1943), професор (1972).

## Життєпис
У 1930 році закінчив Закавказький гірничо-металургійний інститут.
У 1931—1933 роках — декан гірничо-механічного факультету Закавказького гірничо-металургійного інституту.
У 1932—1937 роках — директор лабораторії збагачення Закавказької (Грузинської) філії Всесоюзного інституту мінеральної сировини.
У 1937—1941 роках — начальник і головний інженер будівництва збагачувальних фабрик тресту «Чіатурмарганець» Грузинської РСР.
Член ВКП(б) з 1938 року.
У 1942—1944 роках — в апараті ЦК КП(б) Грузії.
У 1944—1957 роках — директор Закавказького (Руставського) металургійного заводу імені Сталіна Грузинської РСР.
У червні 1957 — 27 квітня 1963 року — заступник голови Ради народного господарства Грузинської РСР — міністр Грузинської РСР.
27 квітня 1963 — 19 жовтня 1965 року — голова Ради народного господарства Грузинської РСР.
19 жовтня 1965 — 13 лютого 1970 року — заступник голови Ради міністрів Грузинської РСР.
З 1970 по 24 травня 1977 року — директор Кавказького інституту мінеральної сировини імені О. А. Твалчрелідзе  в місті Тбілісі.
Основні праці Гомелаурі пов'язані з питаннями селективної флотації та комплексного використання мідно-молібденових руд, а також збагачення бідних марганцем руд і шламів.
Помер 24 травня 1977 року в місті Тбілісі.

## Нагороди
- орден Леніна (9.08.1958)
- два ордени Трудового Червоного Прапора (2.04.1966)
- орден Червоної Зірки
- медалі
- Ленінська премія (1962) — за механізацію і автоматизацію трубопрокатного агрегату «400» Закавказького металургійного заводу
- заслужений інженер Грузинської РСР (1961)